# Pedro Cisneros de la Torre
Pedro Nolasco Cisneros de la Torre (Lima, 31 de enero de 1803 - Ib. 9 de diciembre de 1893) fue un militar y político peruano. General del Ejército del Perú; prefecto de diversos departamentos; miembro de la Junta Provisional de Gobierno del Cuzco (1843); ministro de Guerra del Perú (1850-1851); senador por Junín y presidente del Senado del Perú (1851).

## Biografía
Hijo de Pedro Antonio Cisneros de Puerta y Juana de la Torre y Castaños, españoles que llegaron al Virreinato del Perú a fines del siglo XVIII y que se afincaron en Huánuco. Fue tío del poeta Luis Benjamín Cisneros y del abogado Luciano Benjamín Cisneros.
Se incorporó al Ejército Libertador de Bolívar y luchó en las batallas de Junín y Ayacucho (1824).
En 1833 fue elegido diputado suplente por Amazonas, pero al estallar las guerras por el establecimiento de la Confederación Perú-Boliviana, se reincorporó al ejército con el grado de teniente coronel, sirviendo como edecán del presidente Luis José de Orbegoso.
En 1838 fue nombrado intendente de Lima, pero tras la derrota de Orbegoso en la batalla de Portada de Guías, se pasó a las filas del Ejército Unido Restaurador peruano-chileno. Ascendió entonces a coronel graduado, y fue admitido en el cuerpo de edecanes del general Agustín Gamarra, bajo cuyo mando luchó en la campaña de Huaraz, que culminó en la batalla de Yungay (1839). Luego participó en la campaña de pacificación realizada en el sur.
Ya bajo la presidencia de Gamarra, acompañó a este mandatario en la campaña de Bolivia de 1841. Al frente del batallón Ayacucho ocupó La Paz, pero tras la derrota peruana en la batalla de Ingavi, fue apresado y conminado a vitorear al vencedor, a lo que se negó, por lo que sufrió un disparo que le atravesó el cuello.
Hecha la paz con Bolivia en 1842, fue liberado. Reincorporado al ejército, fue nombrado prefecto de Ayacucho.
Durante el gobierno del Directorio encabezado por Manuel Ignacio de Vivanco fue desterrado a Chile por negarse a prestar juramento de obediencia a dicho caudillo. Pero desembarcó en Arica y se unió a los generales Domingo Nieto y Ramón Castilla en la organización de la revolución constitucional (1843). Fue uno de los miembros de la Junta Provisional de Gobierno, instalada en el Cuzco y presidida por Nieto; luego asumió la función de prefecto de Tacna y fue ascendido a general de brigada. Finalizada la guerra civil con el triunfo de los revolucionarios, pasó a ser prefecto de Arequipa (1844).
En 1845, con la restauración constitucional, fue elegido senador por el departamento de Junín, pero continuó con sus funciones de prefecto de Arequipa, hasta 1849, cuando se incorporó al Senado, del que llegó a ser presidente durante las legislaturas extraordinarias de 1851. Simultáneamente fue ministro de Guerra (9 de marzo de 1850 a 20 de abril de 1851), ya en el tramo final del primer gobierno de Castilla.
El 1 de febrero de 1847 contrajo matrimonio con Trinidad Rubín de Celis de la Fuente (hija del coronel realista D. Joaquín Rubín de Celis, que murió en la batalla de Ayacucho), con la que tuvo cinco hijos.
Durante el gobierno del general José Rufino Echenique fue sucesivamente prefecto de Lima (1852) y de Moquegua (1853). Al estallar la revolución liberal de 1854, se mantuvo leal al gobierno y luchó contra los revolucionarios hasta la batalla de La Palma, donde resultó herido. Derrotado Echenique, Cisneros pasó al retiro (1855).
Años después, fue nuevamente elegido senador por Junín (1868-1871), siendo reelegido para un segundo periodo (1872-1876). Era ya anciano, pero no dudó en volver al servicio cuando la patria lo requirió; fue así como luchó en el combate del Callao o del Dos de Mayo, librado contra la Escuadra Española en 1866.
Al estallar la Guerra del Pacífico, se mostró presto para contribuir en la defensa de Lima, encargándose del entrenamiento de la Guardia Nacional. Ocupada Lima por los chilenos, apoyó al alcalde Rufino Torrico en sus esfuerzos por obtener garantías para la población.